# Otvovice
Otvovice (Duits: Wotwowitz) is een Tsjechische gemeente in de regio Midden-Bohemen en maakt deel uit van het district Kladno. Het dorp ligt op 5 km afstand van Kralupy nad Vltavou en op 15 km afstand van de stad Kladno.
Otvovice telt 813 inwoners (2023).

## Etymologie
Otvovice werd oorspronkelijk geschreven als Otvojice en Utvojice. De naam is afgeleid van de persoonsnaam *Otvoj en is genoemd naar de eerste familie die op de plaats van het huidige dorp woonde.

## Geschiedenis
De eerste schriftelijke vermelding van het dorp dateert van 1228, toen Anežka Přemyslovna, abdis van het Praagse klooster, bevestigde dat Otvovice tienden moest betalen aan het Sint-Jorisklooster. In de middeleeuwen behoorde Otvovice voornamelijk toe aan kerkelijke bezitters. In 1420 was het dorp in handen van Hussitische landheren. In de 15e eeuw was Otvovice onderdeel van Buštěhrad, in de 16e eeuw van Zvoleněves, in de 17e eeuw van Mikovice en van 1669 tot aan de afschaffing van het feodalisme aan het einde van de 19e eeuw weer van Zvoleněves.

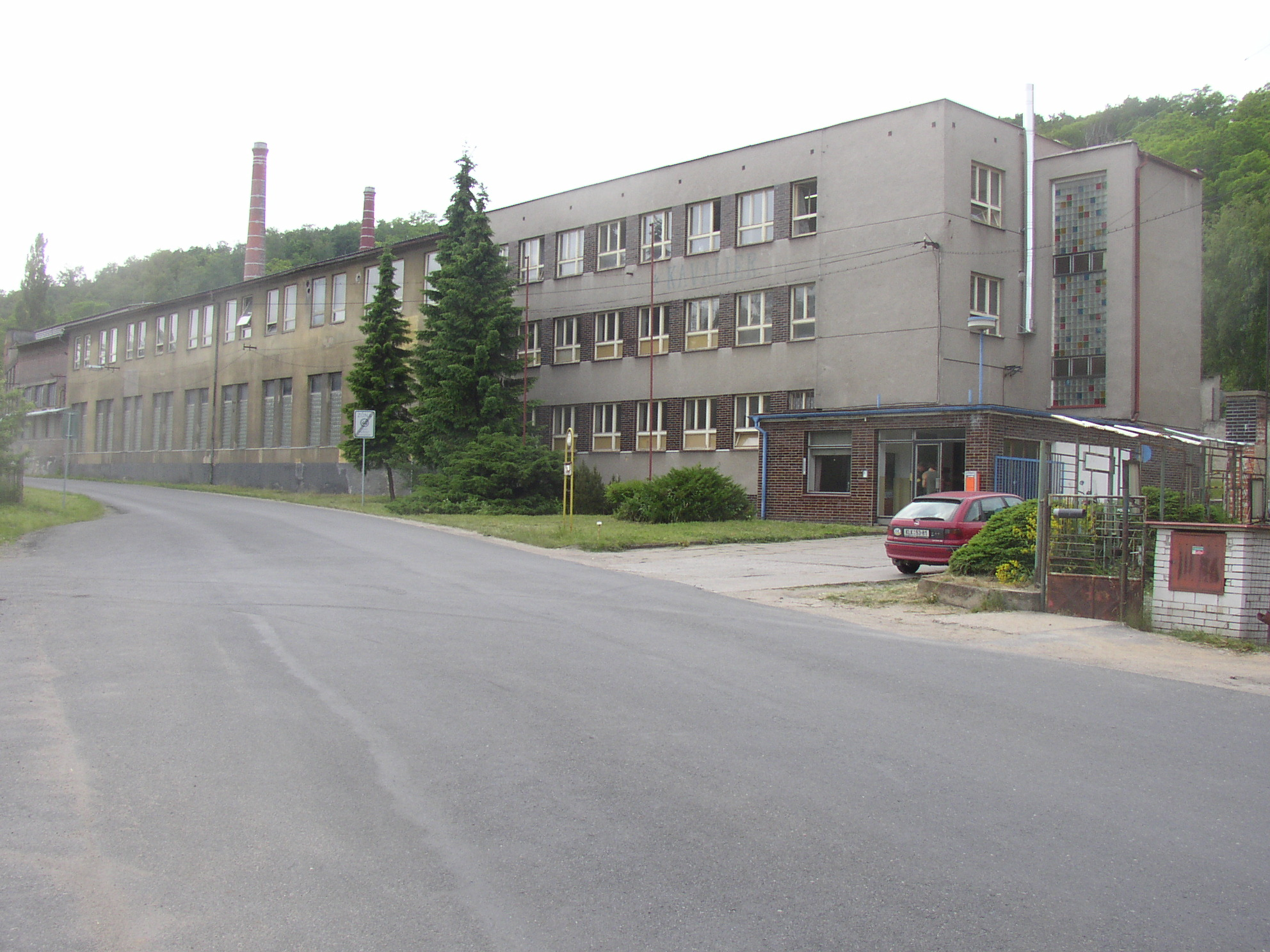
Glasblazerij Dubodol

De inwoners van Otvovice hielden zich in eerste instantie voornamelijk bezig met landbouw. Uiteindelijk vestigden zich ook een timmerman, meubelmaker, slotenmaker en een meester-metselaar. Aan het eind van de 17e eeuw werden de eerste steenkoolmijnen geopend, waarna het dorp langzaam veranderde in een agrarisch-industrieel dorp. De overvloed aan steenkool zorgde ervoor dat er in 1802 een glasblazerij werd geopend boven het heuvelbos, langs de weg naar Trněný Újezd. Om de kolen niet de heuvel op te hoeven transporteren, werd in 1815 een smelterij genaamd Dubodol bij de mijnen opgericht. Anno 2023 is de glasproductie nog steeds actief, hetzij in mindere mate.
Sinds 1960 is Otvovice een zelfstandige gemeente binnen het district Kladno.

## Voorzieningen

### Educatie
In 1859 opende de eerste dorpsschool. Het gebouw werd in 1888-1889 vergroot en is anno 2023 nog steeds in gebruik.

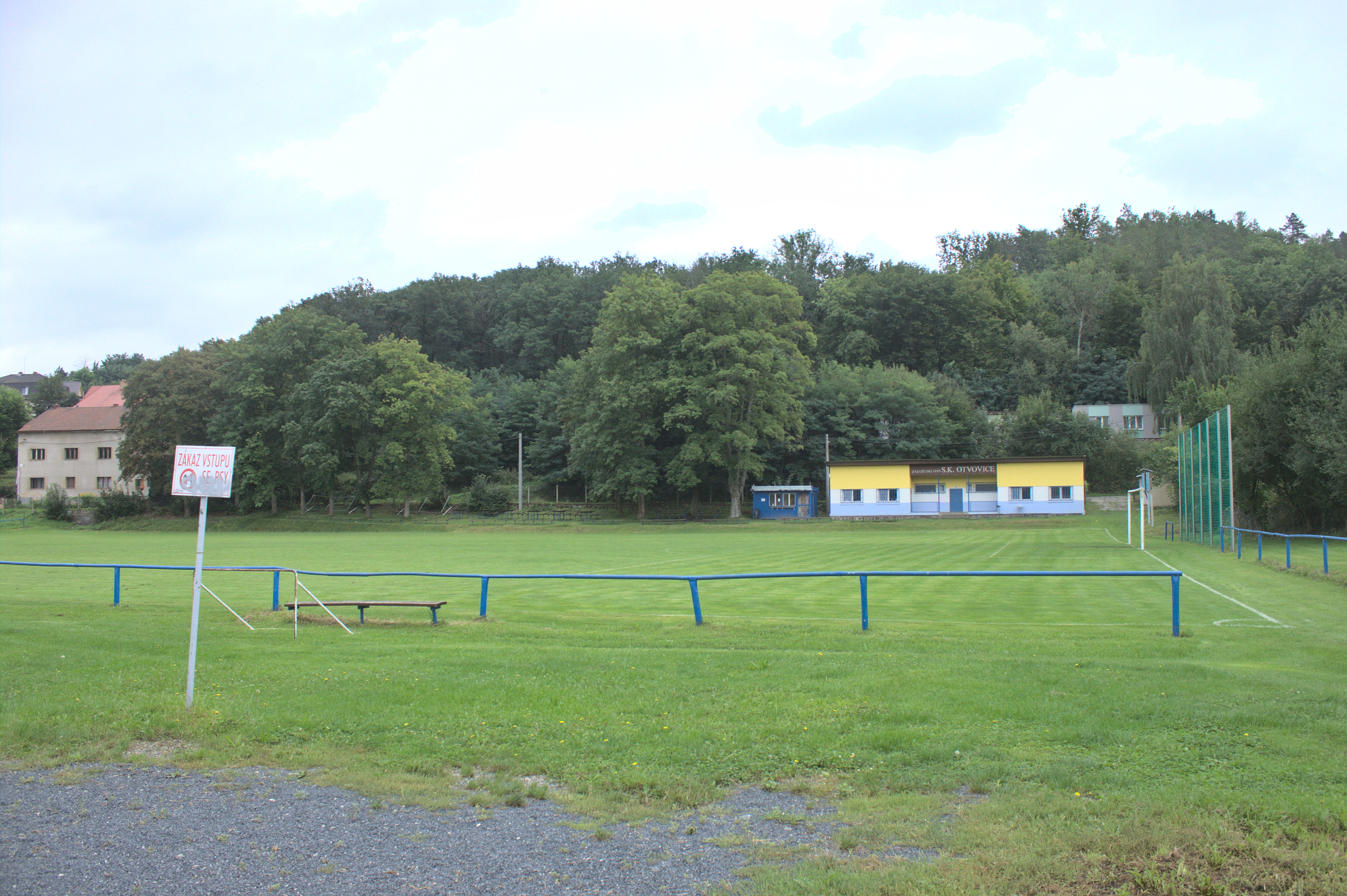
Voetbalveld

### Sport
Er is een lokale voetbalclub in Otvovice.

## Vervoer

### Autowegen
Weg II/101 loopt door het dorp en verbindt Otvovice met Kladno enerzijds en Kralupy nad Vltavou anderzijds.

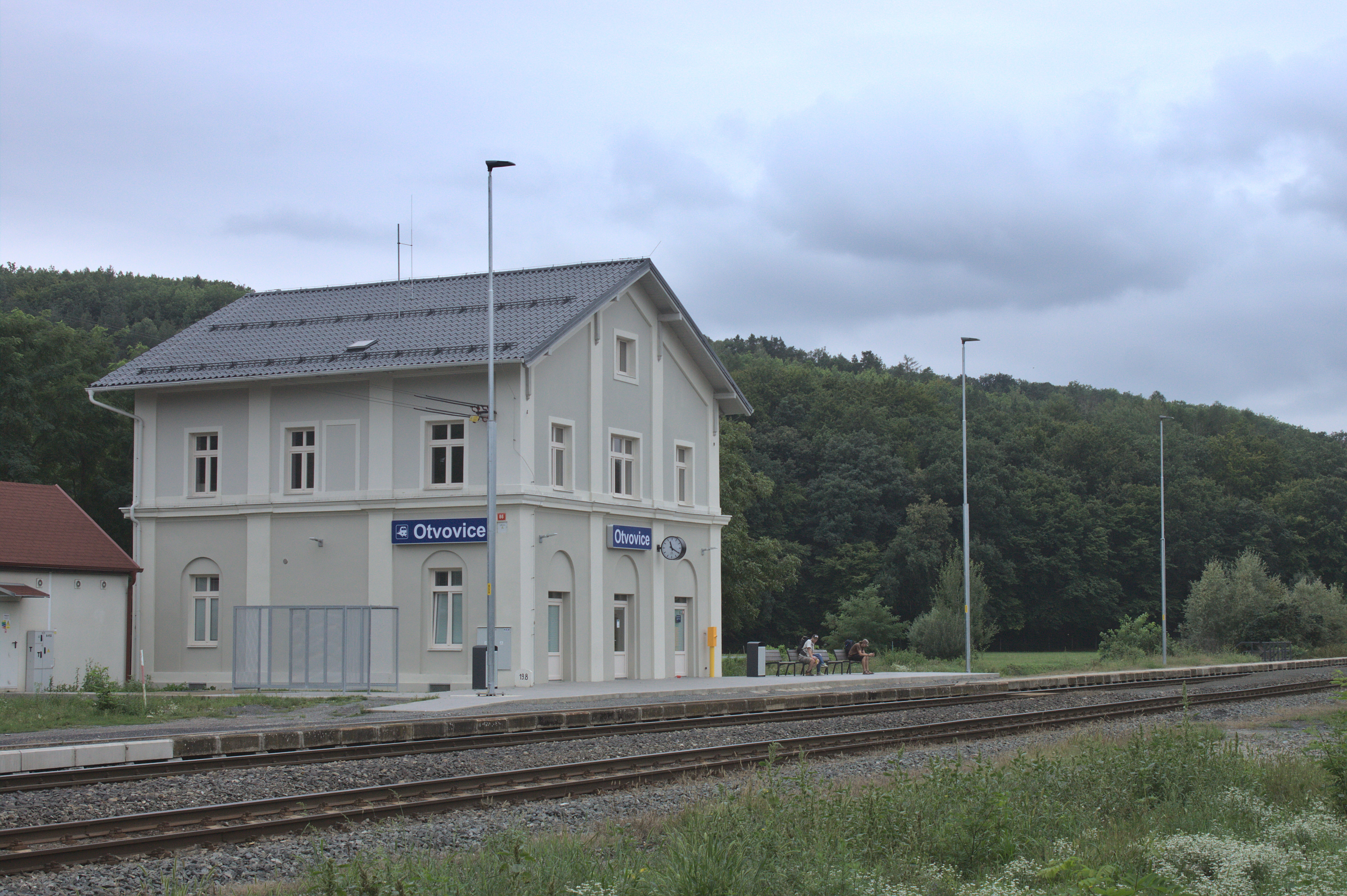
Station Otvovice (2022)

### Spoorlijnen
Station Otvovice ligt aan spoorlijn 093 Kladno - Kralupy nad Vltavou. Er stoppen zo'n 15 treinen per dag (ongeveer één keer per uur in beide richtingen).

### Buslijnen
Er zijn twee bushaltes in het dorp:
| Halte             | Lijn | Route                          | Vervoerder        |
| ----------------- | ---- | ------------------------------ | ----------------- |
| Otvovice          | 856  | Kralupy nad Vltavou - Zákolany | AUTODOPRAVA LAMER |
| Otvovice, Sklárna | 856  | Kralupy nad Vltavou - Zákolany | AUTODOPRAVA LAMER |

## Bezienswaardigheden
- Natuurpark Otvovická skála;
- De St. Procopiuskapel in het dorpscentrum, een neogotisch rechthoekig gebouw uit de jaren 1930. Deze kapel verving de oorspronkelijke uit 1716, die in 1832 werd afgebroken toen er cholera in Otvovice heerste.

## Bekende inwoners
- Josef Burger (1917-1975), een vliegenier tijdens de Tweede Wereldoorlog[4]
- Lucie Bílá (1966), een zangeres
- Antonín Vidim (1895-1944), een communistisch burgemeester die werd geëxecuteerd in Dresden (wordt herinnerd door middel van een gedenkplaat in Otvovice)

## Galerĳ

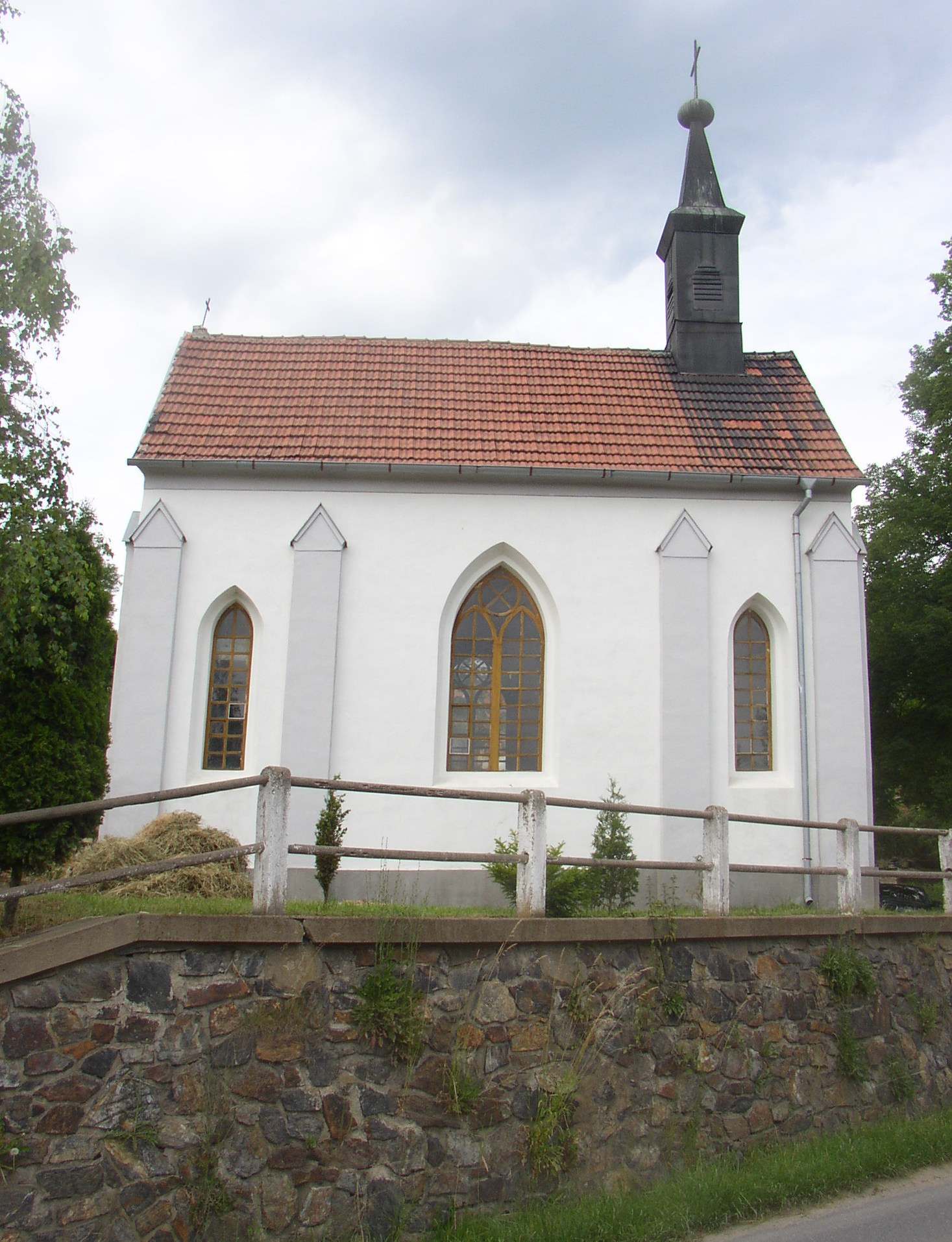
Sint-Procopiuskapel
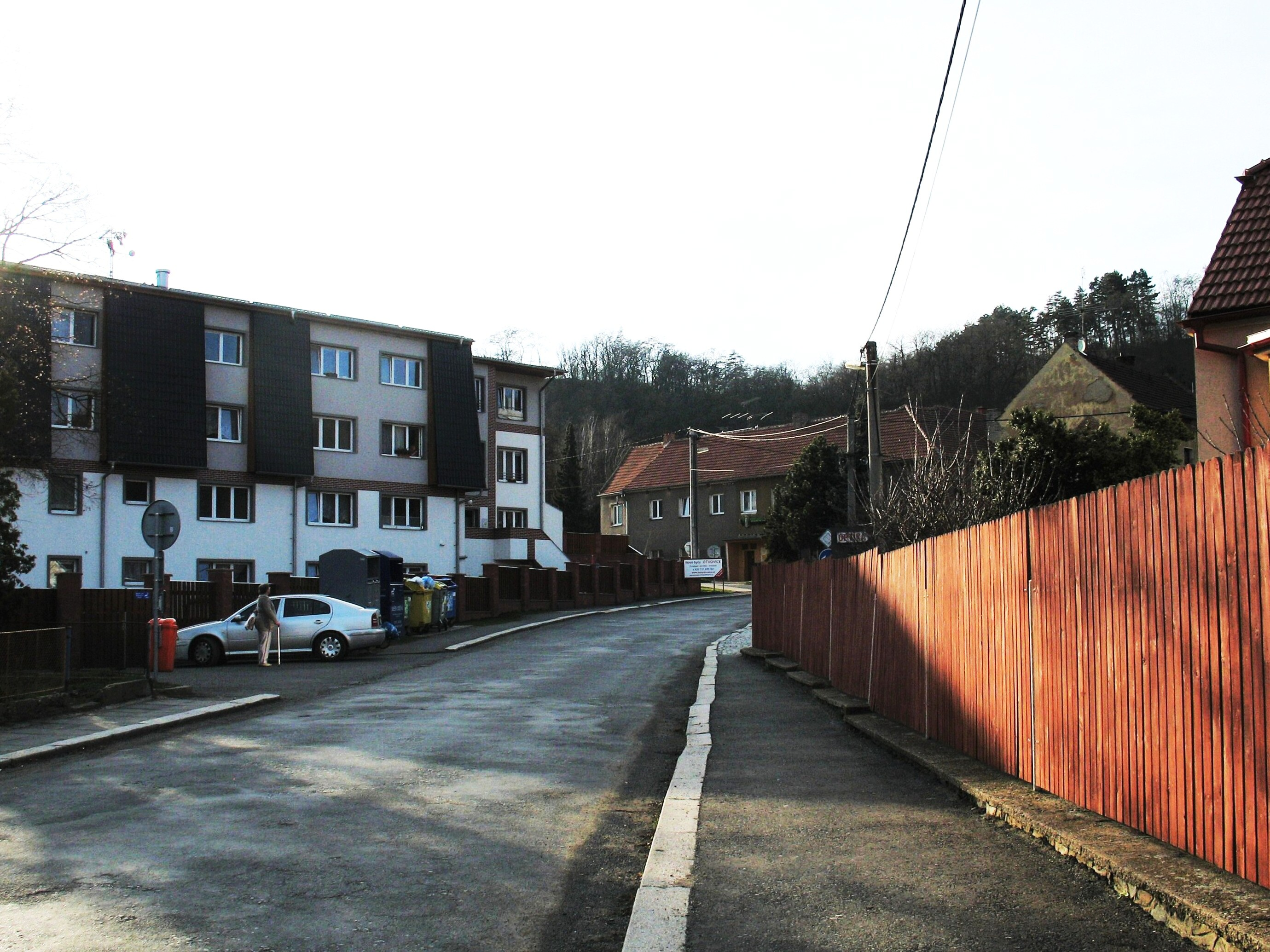
Straat in Otvovice (1)
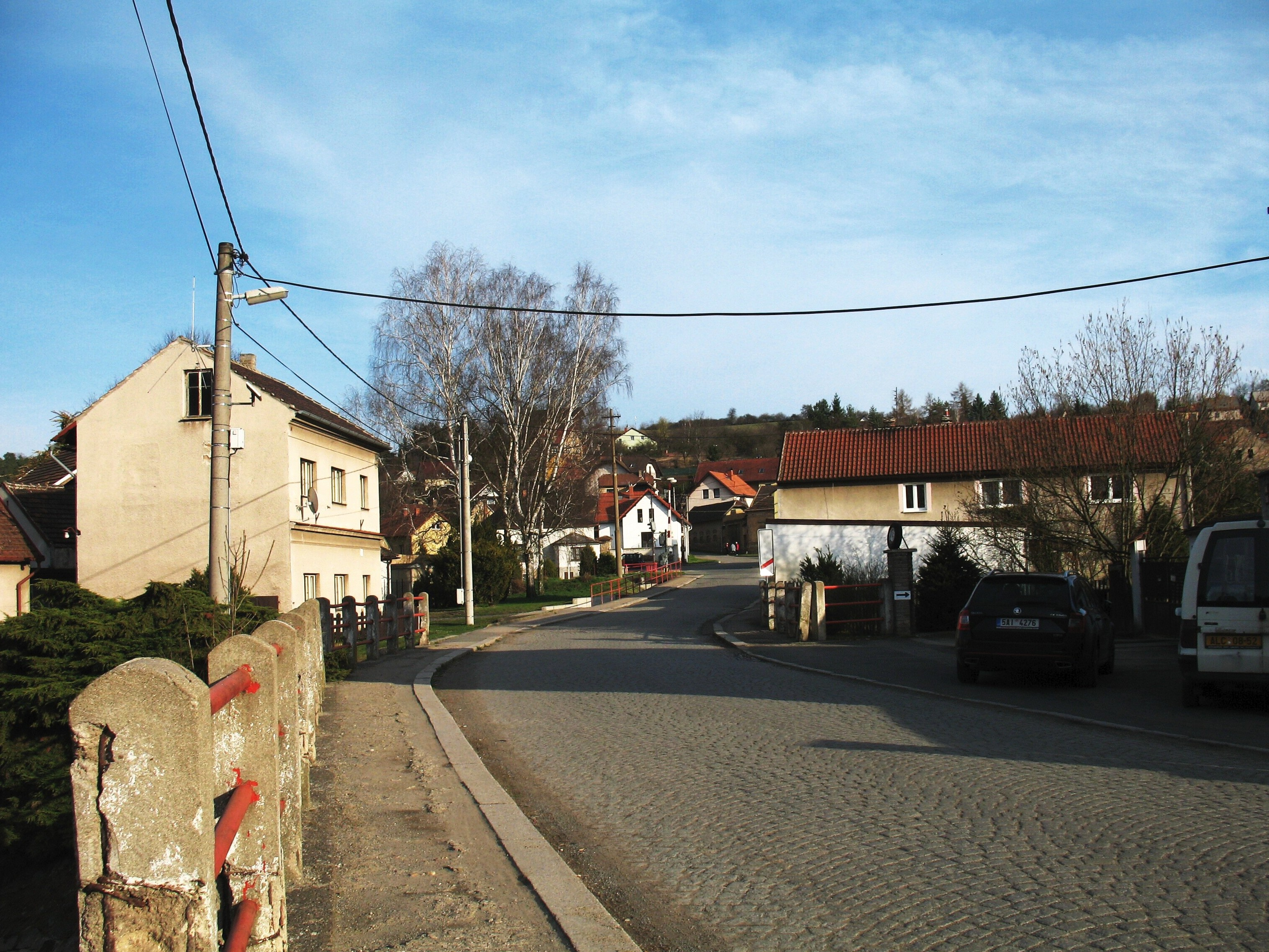
Straat in Otvovice (2)
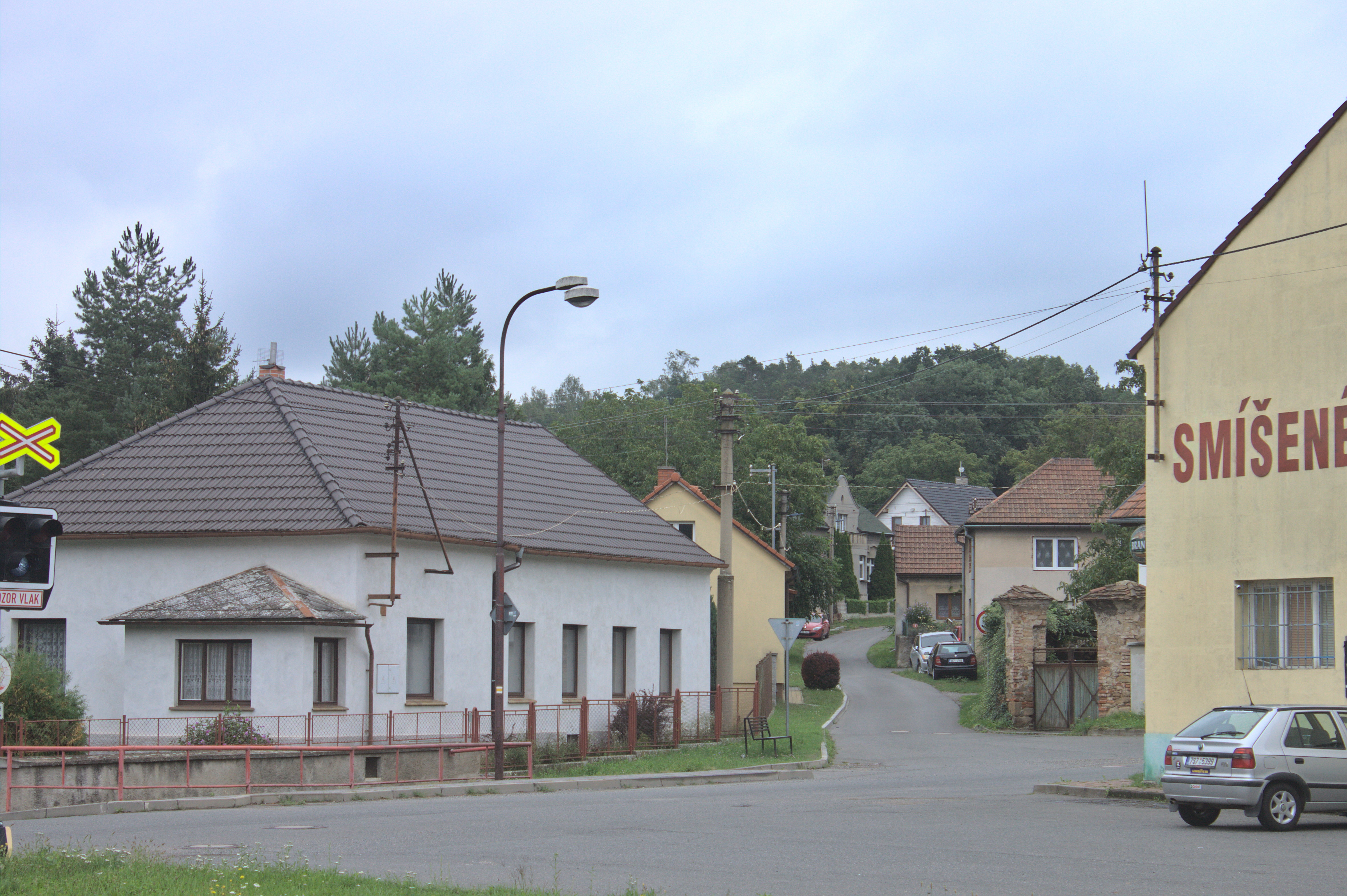
Straat in Otvovice (3)
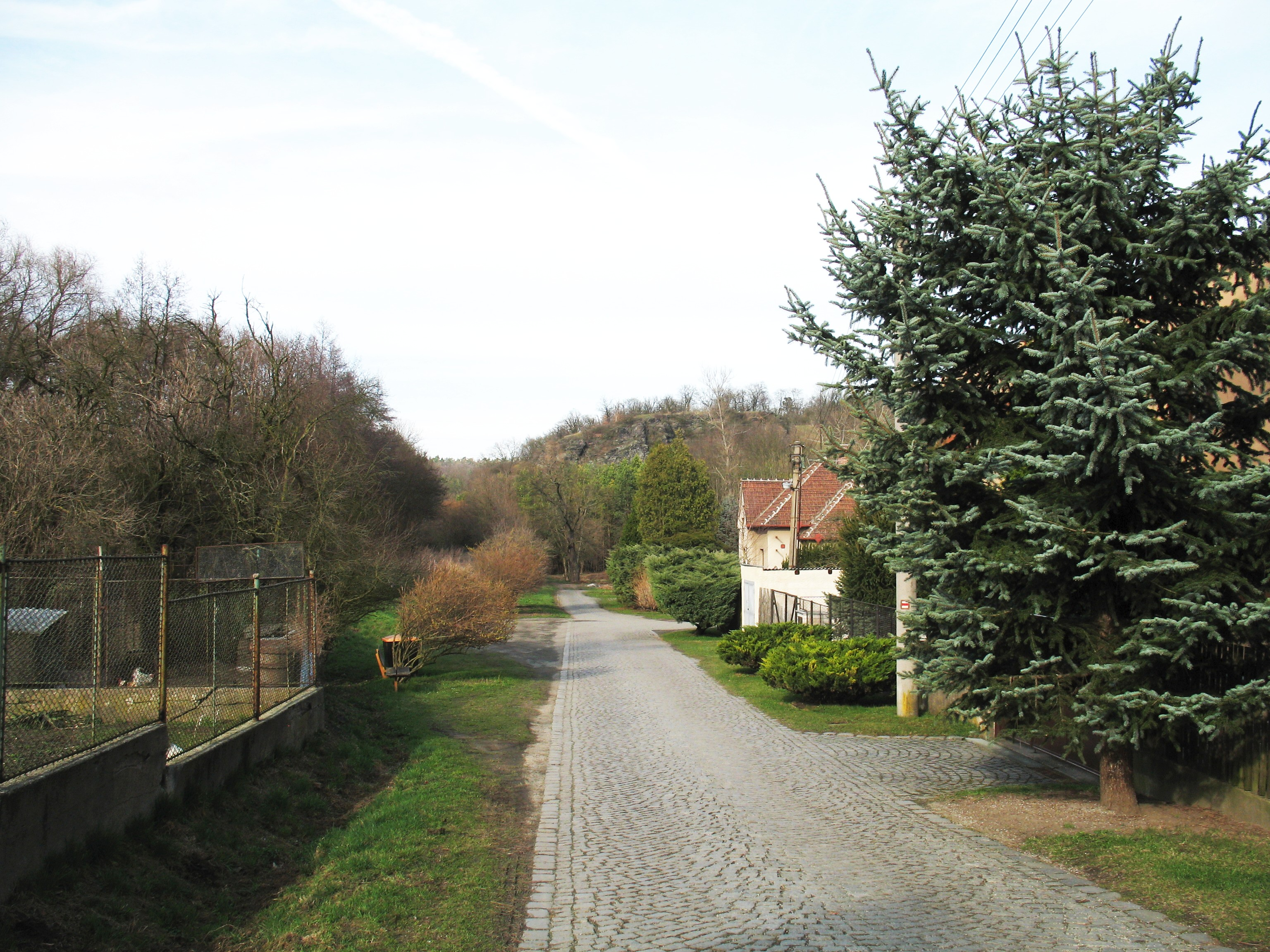
Weggetje in Otvovice
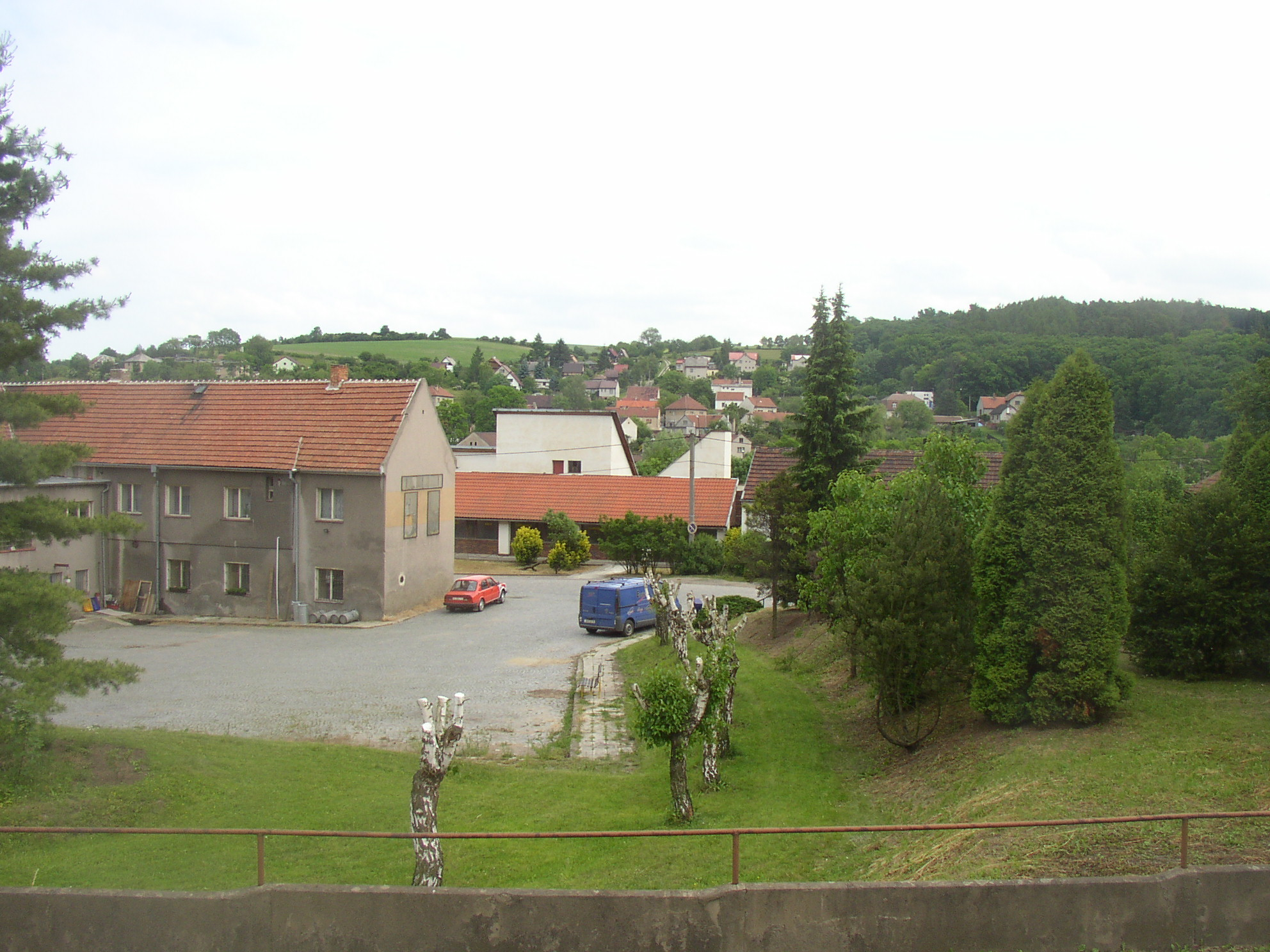
Hofje in Otvovice
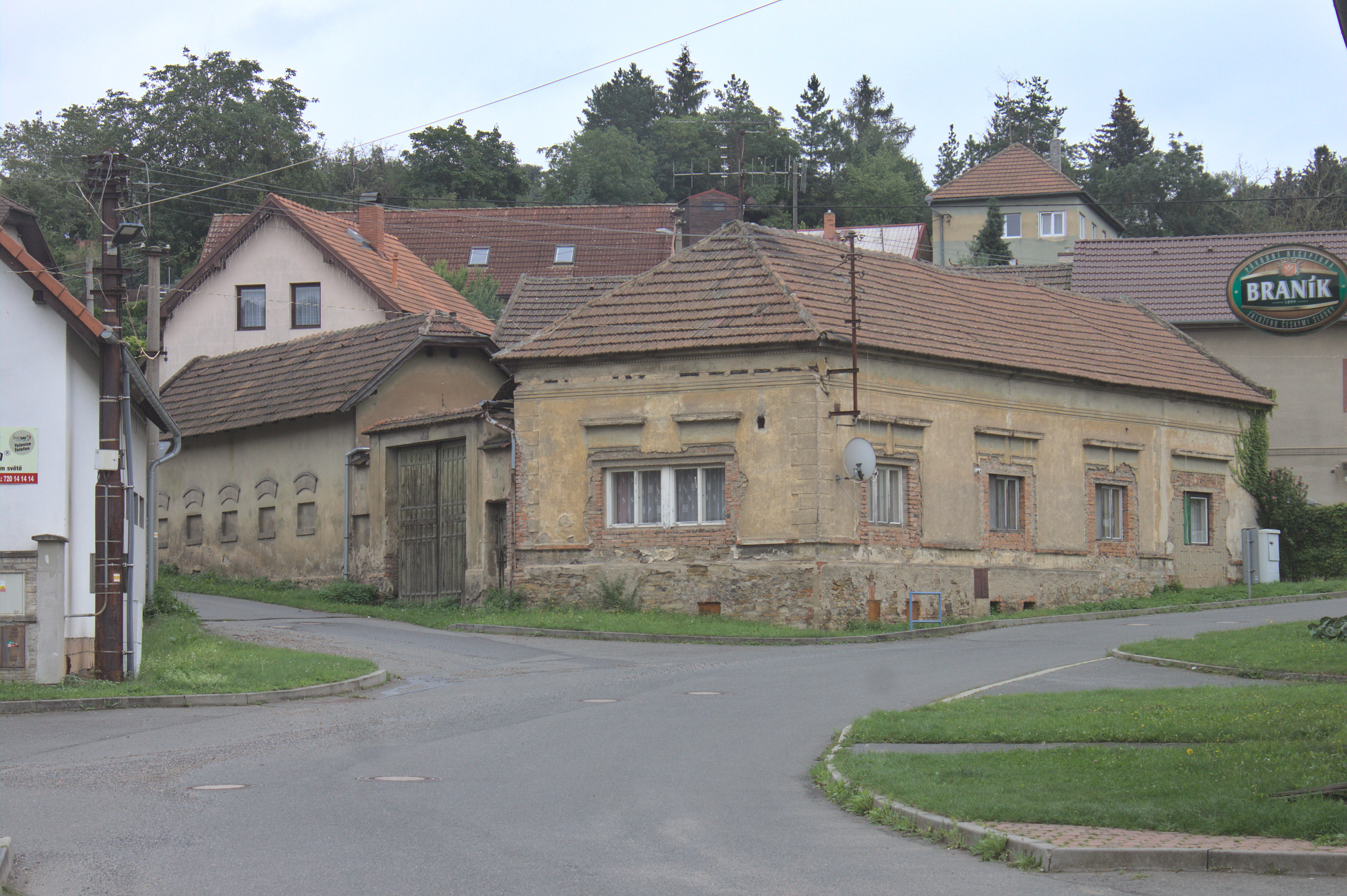
Oud huis in het dorp